# 方荪
方荪，河南固始人，是一名清朝政治人物。
方荪曾于1880年接替徐清行任金山县知县一职，1881年由任本照接任。